# IC 1667
IC 1667 је спирална галаксија у сазвјежђу Кит која се налази на листи објеката дубоког неба у Индекс каталогу.
Деклинација објекта је - 17° 3' 1" а ректасцензија 1h 18m 42,2s. Привидна величина (магнитуда) објекта IC 1667 износи 13,6 а фотографска магнитуда 14,5. IC 1667 је још познат и под ознакама MCG -3-4-39, PGC 4694.